# Thyreotropinevrijmakend hormoon

TRH (C16H22N6O4)

TRH of thyreotropinevrijmakend hormoon (thyrotropin releasing hormone) is een door de hypothalamus geproduceerd hormoon dat de hypofyse aanzet tot het produceren van thyreoïdstimulerend hormoon (TSH) dat op zijn beurt de schildklier aanzet tot het produceren van schildklierhormonen. TRH is de eerste releasing factor, waarvan de structuur door Roger Guillemin en Andrew Schally geheel werd opgehelderd en waarvan een synthetische bereiding (sedert 1969) bekend is.
Het was een verrassing dat het hormoon uit slechts drie aminozuren bleek te bestaan: pyro-Glutaminezuur - Histidine - Proline. TRH speelt ook nog een rol te in de  productie van prolactine.